# NGC 4838
NGC 4838 este o galaxie spirală situată în constelația Fecioara. A fost descoperită în 9 mai 1831 de către John Herschel. Se află la o distanță de 68,23 de megaparseci de Pământ.